# Sens (Yonne)
 Sens  es una comuna y población de Francia, en la región de Borgoña-Franco Condado, departamento de Yonne. Es la subprefectura del distrito y cabecera de tres cantones: Sens Noreste, Sens Oeste y Sens Sudeste.
Su población municipal en 2007 era de 25 844 habitantes: 7 505 en Sens Noreste, 7 620 en Sens Oeste y 10 719 en Sens Sudeste. La aglomeración urbana de Sens incluye más de 58 000 habitantes, distribuidos es veintisiete comunas: Armeau, Collemiers, Courtois-sur-Yonne, Dixmont, Etigny, Fontaine-la-Gaillarde, Gron, Les Bordes, Marsangy, Maillot, Malay-le-Grand, Malay-le-Petit, Noé, Passy, Paron, Rousson, Rosoy, Saligny, Saint-Clément, Saint-Denis-lès-Sens, Saint-Martin-du-Tertre, Sens, Soucy, Véron, Villeneuve-sur-Yonne, Villiers-Louis y Voisines. 

## Historia
César menciona Agedinco (en latín, Agedincum) en el territorio de los senones varias veces en sus Comentarios a la guerra de las Galias, y la ciudad conserva el esqueleto de su plan urbanístico romano. El lugar lo menciona igualmente Amiano Marcelino como Senones (oppidum Senonas) pero no se convirtió en un centro administrativo hasta después de la reorganización del Imperio Romano en 375, cuando se convirtió en la capital de la Lugdunensis Quarta.
El 1 de enero de 1973, Sens se anexionó Rosoy, que fue commune associée hasta el 12 de febrero de 2008 en que se segregó.
Está integrada en la Communauté de communes du Sénonais , de la que es la mayor población.

## Demografía
| 10 957 | 9 165 | 8 675 | 8 718 | 10 099 | 9 095 | 10 525 | 10 645 | 10 845 | 11 098 | 11 901 | 11 514 | 12 309 | 13 515 | 14 035 | 14 006 | 14 924 | 14 962 | 15 007 | 15 034 | 15 311 | 16 172 | 17 465 | 17 783 | 17 329 | 18 612 | 20 015 | 23 035 | 26 463 | 26 602 | 27 082 | 26 904 | 25 844 |
| Para los censos de 1962 a 1999 la población legal corresponde a la población sin duplicidades (Fuente: INSEE [Consultar]) |       |       |       |        |       |        |        |        |        |        |        |        |        |        |        |        |        |        |        |        |        |        |        |        |        |        |        |        |        |        |        |        |